# Satele Japoniei
Satul (村 mura?, uneori son) este o unitate administrativă de nivel municipal în Japonia. Geografic, satul face parte din district (郡 gun?).
La 1 aprilie 2015 în Japonia există 183 sate.